# Ръж
Ръжта (Secale cereale) е вид едносемеделно растение от семейство Житни (Poaceae). Тя е разпространено селскостопанско растение, отглеждано като зърнена, покривна и фуражна култура.
Част от биологичния триб Triticeae, ръжта е близкородствена с ечемика (Hordeum) и пшеницата (Triticum). Тя е едногодишно тревисто растение, чието зърно на външен вид много наподобява на пшеничното. Ръжта обаче е по-висока, има по-заострена форма, а ръжените житни класове имат по-голям обем от пшеничните. Представлява кръстосаноопрашваща се култура и цъфти с отворени плеви.
Зърното на ръжта се използва за производство на брашно, хляб, бира, уиски, водка и фураж. То може да се консумира и цяло – сварено или предварително натрошено. Ръжта е важна продоволствена култура, особено за районите с по-неблагоприятни климатични условия за отглеждането на пшеница.

## История
Ръжта е един от няколко вида зърнени култури, които могат да се срещнат като диворастящи растения в централна и източна Турция. Култивирана ръж е намерена в неолитни археологически находища от Турция, като например прекерамичния неолитен обект Can Hasan III. Находките потвърждават наличието на овъглени семена от ръж в най-ниските пластове на разкопките, които са датирани от около 6600 година пр.н.е. (некалибрирано радиовъглеродно датиране). Една от възможните теории за предполагаемия път на ръжта от Мала Азия към Европа, включва и Балканите, но липсват ясни доказателства за това, датирани от неолитната епоха. Най-ранните доказателства за наличието на ръж на Балканския полуостров са от бронзовата епоха – Гърция и бивша Югославия. Друга теория включва възможен път през Кавказ, през северните части на Каспийско море и към централна и източна Европа. Това донякъде се потвърждава от археологически разкопки в Украйна, датирани от неолита, където са намерени доказателства за наличие на ръж. Липсват категорични доказателства за присъствието на ръж в археологични обекти в Европа до началото на бронзовата епоха – около 1800 – 1500 пр.н.е.
Твърде е вероятно, ръжта да навлиза първоначално в Европа, като примес към различни видове пшеници, а едва в по-късен етап да започва целенасоченото ѝ култивиране. Въпреки че има археологически данни за семена от ръж в римски селища около Рейн, Дунав, Британските острови, Плиний Стари споделя, че ръжта е „много бедна храна и единствено служи за отблъскване на глада“ и се смесва с пшеница за да се „смекчи горчивия ѝ вкус, и дори тогава е неприятна за стомаха“ (Плиний, „Естествена история“, 18.40).
През средновековието, ръжта се отглежда в централна и източна Европа, като е основна зърнена култура за повечето области около френско-германската граница и северно от Унгария.

## Ботаническа характеристика
Ръжта е едногодишно тревисто растение. Съществуват и изкуствено създадени многогодишни сортове. Посевната ръж, нормално е диплоидна (2n = 14), но в резултат на селекция изкуствено са създадени сортове, които са тетраплоидни (2n = 28). При тетраплоидната ръж масата на зърното е увеличена многократно. За разлика от повечето зърнени култури, при ръжта се наблюдава кръстосано опрашване – т.е. с помощта на вятъра тичинковия прашец се разпръсква до съседни растения.

### Коренова система
Ръжта притежава брадата коренова система, която прониква на дълбочина до около 1,2 – 2 m, поради което може да понася песъчливи почви. Благодарение на високата физиологична активност на кореновата система бързо усвоява полезни вещества от трудноразтворими съединения.

### Стъбло
Стъблото на ръжта е право и кухо, разделено посредством възли на 5 или 6 междувъзлия. Върхът на последното междувъзлие е покрит с мъх. На височина, в зависимост от сорта, стъблото достига от 70 до 220 cm. Въпреки че е с добре развита хиподерма е склонно към полягане. Възелът на братене на ръжта се изнася непосредствено под повърхността на почвата на дълбочина 1 – 2 cm.

### Лист
Листата са линейно издължени, достигащи на дължина между 15 и 30 cm и на ширина между 1,5 – 2,5 cm. В основата на листната пластинка се разполага късо езиче, което скоро след формирането си изсъхва и опадва. Горната повърхност на листа често е покрита с множество власинки, което придава относителна устойчивост при недостиг на влага и е приспособление към живот върху песъчливи почви. Покрити са с восъчен налеп и са със синкавозелен цвят.

### Съцветие
На върха на стъблото се разполага съцветието – единичен, леко приведен сложен клас. В долната част на съцветието, стъблото е покрито с лек мъх. По форма класовете биват призматични, плоски, пирамидални и вретеновидни, а по плътност са редки, средноплътни и плътни. По дължина класът варира от 10 до 18 cm. Глумите са тесни, със скъсен кил и са по-къси. Цветните плеви не покриват напълно зърното, затова то лесно се рони.

### Зърно
Зърното е удължено, заострено в двата края и сплеснато отстрани с коремна бразда и власинки на върха. Зърната в средната част на класа са най-едри и най-тежки. Цветът им е зелен, кафяв или жълт и зависи от багрилното вещество, което е съсредоточено в алейроновия слой. Зеленият цвят на зърното се обуславя от хлорофила, а жълтият и кафявият – от ксантофила. Обвивката на зърното съставлява 3 – 4% от общата му маса. Масата на 1000 зърна е в рамките на 18 – 39 g.

## Особености на културата
Ръжта расте добре върху доста по-бедни почви, отколкото другите близки земеделски култури. Поради тази причина ръжта е ценен ресурс за области, където почвите са песъчливи или торфени. Ръжта може да понася студ значително по-добре от пшеницата и ечемика. По-голяма част от насажденията от ръж се заемат от т.нар. зимна ръж, която се засажда и започва да расте през есента. През пролетта растението се развива и формира зърно.

## Производство
| Световни производители на ръж за 2023 (милиона тона) | Световни производители на ръж за 2023 (милиона тона) |
| ---------------------------------------------------- | ---------------------------------------------------- |
| Германия                                             | 3,124                                                |
| Полша                                                | 2,533                                                |
| Русия                                                | 1,700                                                |
| Беларус                                              | 0,780                                                |
| Дания                                                | 0,601                                                |
| Китай                                                | 0,519                                                |
| Канада                                               | 0,358                                                |
| Ирак                                                 | 0,315                                                |
| Турция                                               | 0,305                                                |
| САЩ                                                  | 0,263                                                |
| Украйна                                              | 0,221                                                |
| Общо за света                                        | 12,68                                                |
| Източник: ФАО                                        |                                                      |

В световен мащаб, през края на 20 век, ежегодно са засявани около 200 млн. дка от тази култура, от които половината в Русия, Беларус и Украйна, около 50 млн. се засяват в Полша и Германия и т.н. Следователно, тази култура е била разпространена в по-северни климатични области, с леки и кисели почви.
В началото на 21-век, добивът на ръж рязко намалява, като например производството на ръж в Русия, намалява от 13,9 млн. тона през 1992 година до едва 3,6 млн. тона през 2005 година. Подобни са данните на ФАО за редица други държави: Полша – от 5,9 млн. тона през 1992 до 3.4 млн. тона през 2005; Германия – от 3.3 млн. тона до 2.8 млн. тона; Беларус – от 3.1 млн. тона до 1.2 млн. тона; Китай – от 1.7 млн. тона до 0.6 млн. тона; Казахстан – от 0.6 млн. тона до 0.02 млн. тона.
По данни от 2005 година, ръж се отглежда предимно в Източна, Централна и Северна Европа. Основните площи, където се засява ръж са от Северна Германия, през Полша, към Украйна, Беларус, Литва, Латвия, към централна и Северна Русия. Ръж се отглежда още и в Северна Америка (в Канада и САЩ), Южна Америка (Аржентина, Бразилия), както и в редица други страни като Турция, Казахстан и северен Китай.
По-голяма част от добитата ръж се консумира локално, а едва малка част се изнася към съседни страни, но не и като част от световна търговия.

## Добив на ръж в България
Тъй като ръжта има по-слаб продуктивен потенциал от пшеницата, в България площта ѝ е системно измествана от основната полска култура и е намаляла от 1939 г. (2,3 млн. дка) поне 50-кратно. Намаляването на стопанския интерес рефлектира върху изоставянето на селекционната работа с тази култура, поради което от много години в България няма селекционирани нови сортове ръж и най-често се засява румънският сорт Данае. Средният добив за страната не превишава 150 кг/дка. Ръжта е култура, която се отглежда по-успешно от пшеницата в ниските планински райони, тъй като понася кисели почви, по-малко взискателна е към предшественика, има добра самопоносимост и може да се отглежда като монокултура, както и силно потиска плевелите.

## Технология на отглеждането
Ръжта не е много взискателна към предшественика като най-добри предшественици за отглеждане на ръж са ранните и средно ранните картофи, ленът, рапицата, пролетният овес и едногодишните смески за фураж. Подходящи предшественици за отглеждане на ръж са фасулът, соята, грахът и граховите смески, фият и фиевите смески, лещата и нахутът, както и торените окопни (царевица, слънчоглед, тютюн). Обработката на почвата за отглеждане на ръж е както при пшеницата, но трябва да се извърши рано, за да улегне добре почвата. Културата не понася прясно изорана и неулегнала почва, тъй като кълновете на ръжта са със слаба пробивна способност. При улягане на почвата след сеитбата те се изтощават, растенията отслабват след зимата и посевите остават редки. Мощната коренова система на ръжта е с добра усвояваща способност и дава възможност да приема трудноподвижни хранителни вещества. Схемата на торене е сходна с тази на пшеницата. Пролетното подхранване трябва да се извърши рано, понеже нарастването е интензивно. За сеитба се използват семена ръж от последната реколта. Брати предимно през есента и заради това трябва да се засява преди пшеницата и ечемика не по-късно от 15 октомври. Засява се редово на 10 – 15 cm междуредово разстояние с норма от 400 – 500 кълняеми семена на 1 m2. Дълбочината на сеитбата е около 3 cm., а успоредно с това се и валира.
През пролетта ръжта бързо нараства и успява да се справи в конкуренцията с плевелите, като оставя почвата след себе си чиста от плевели. Ръжта обикновено страда от плевели през есента. По отношение на влагата критични се оказват фазите вретене и най-вече изкласяване и наливане на зърното. След узряването ръжта лесно се рони, поради факта че зърната не са добре обвити от цветните плеви. Най-подходящ момент за жътва е в края на восъчна до пълна зрелост.
Жътвата на ръжта е подобна на тази при пшеницата. Обикновено се извършва с комбайни, които отрязват растенията, овършават и отвяват зърното и изхвърлят сламата на полето, където тя след това се опакова в бали или се оставя като подобрител на почвата. Събраното зърно се съхранява в силози на място или се превозва до регионална зърнобаза, където се смесва с други партиди и се подготвя за съхранение или далечен превоз. В епохата преди механизацията на земеделието жътвата на ръжта става с ръчен труд с помощта на коса или сърп. Ожънатата ръж често се събира на кръстци за сушене или съхранение, а вършитбата се извършва ръчно или с помощта на животни.

## Болести и неприятели по ръжта
Вредители по ръжта са главно ларви на насекоми, принадлежащи към разред Пеперуди – например Axylia putris, Apamea sordens, Agrotis segetum.
Болести:
- Мораво рогче (Claviceps purpurea (Fr.) Tul.) Болестта се проявява по време на цъфтеж и след това до узряване. Заболяването се забелязва при някои от цветчета, които отделят жълтеникава течност в продължение на няколко дни. По-късно на същите места, вместо нормални зърна се образуват по-едри роговидни склероции. Отначало те са меки и по-светло оцветени, а след това стават твърди, често надлъжно напукани, роговидно извити, тъмновиолетови отвън и бледожълти отвътре. Склероциите са по-едри от зърната и достигат дължина до 4 cm дължина и затова стърчат извън плевите на класа. Освен че намалява добивите на културата, моравото рогче е опасно за здравето хората и за животните, тъй като склероциите съдържат някои опасни за здравето алкалоиди, като ергометрин и ерготамин, които предизвикват отравяне, наречено ерготизъм.[18]
- Листен пригор (Rhynchosporium secalis (Oudem. Davies)) Проявява се в поява на продълговати, надлъжни, в началото синьо-зелени, а по-късно сиви петна, оградени с тъмнокафяв венец. Отначало петната се появяват по долните листа. Болестта се проявява още през есента и се разпространява на хармани през периода на вретенене.
- Кафява ръжда (Puccinia recondita f. sp. Recondita) Проявява се в поява на елипсовидни, разпръснати ръждивокафяви уредосори от горната страна на листата. В края на вегетацията от долната страна на листата се образуват тъмнокафяви до черни телиосори.
- Базично гниене (Fusarium culmorum (W. G. Smith.) Sacc.) По базите на централното стъбло и братята се образуват неправилни кафяви надлъжни петна, които преливат в здравата тъкан. При влажно врече във вътрешността на стъблото и по повърхността на петната се развива розов мицел.
- Снежна плесен (Monographella nivalis (Schaffnit) E. Muller) Заболяването се проявява при едновременната комбинация на неблагоприятни абиотични и биотични фактори. Наблюдава се в края на зимата, след продължителна дебела снежна покривка върху силно израснали още от есента посеви. Под нея растенията дишат, но не фотосинтезират, вследствие на което те се изтощават, отслабват и се нападат от различни почвенообитаващи, слабо патогенни или сапрофитни гъби. При частични повреди най-младите листенца остават здрави и такива растения се развиват впоследствие слабо, изостават и дават по-малки класове и по-дребни или спаружени зърна.[19]

Неприятели:
- Обикновен житен бегач (Zabrus tenebrioides Goeze). Вредата върху растенията е от ларвите и възрастните насекоми, но за добива значение имат главно повредите от ларвите. Вредата се изразява в прегризване на кълновете под земята, а след поникването и на листата и младите стъбла.
- Овесена листна въшка (Sitobion avenae L.). Въшките смучат сок от листата, стъблата и класовете. Силно нападнатите растения формират по-малък брой и недохранени зърна.
- Обикновена житна въшка (Schizaphis graminum Rond). Смучат сок основно от горната и долната страна на листата. При масово нападение образуват големи колонии, които изцяло покриват листата, а понякога и влагалището. Нападнатите от насекомите листа избледняват, пожълтяват и загиват.
- Rhopalosiphum maidis (F.). Въшките от този вид смучат сок от долната и горна страна на листата, но най-често това се случва в основата, и от класовете на житните растения.
- Обикновена житна пиявица (Lema melanopa L.) и Синя житна пиявица (Lema lichenis Voet.). Вредят възрастните насекоми и ларвите. Бръмбарите изгризват двата епидермиса и паренхима на листата във вид на тесни и дълги прозорчета между нерватурата, а ларвите унищожават само горния епидермис и паренхима. Повредените листа побеляват и при силно нападение изсъхват, развитието на растенията се забавя, а добивът от зърно намалява.
- Шведски мухи (Oscinella frit L., Oscinella pusilla Meig.). Ларвите се хранят с конуса на нарастване на стъблата. Нападнатите стъбла спират да се развиват и изсъхват. Повредените зърна нямат качества и количеството на зърното намалява и съответно се снижават добивите.
- Пшеничен трипс (Haplothrips tritici Kurd.). Повредите се причиняват основно от възрастните насекоми, които смучат сок от листата и класовете по време на вретенене, изкласяване и цъфтеж. Частта от класа в мястото на смученето побелява, остава недоразвита и класчетата не формират зърна или образуват слаби, спаружени зърна. Ларвите смучат сок от плевите и цветните части на зърното. Повредените зърна не се наливат.

- Вредна житна дървеница (Erygaster integriceps Put.)
- Австрийска дървеница (Erygaster austriaca Schr.)
- Мавърска дървеница (Erygaster maura L.)
- Остроглави дървеници (Aelia acuminta L., Aelia rostrata Boh.)
- Голям житен бегач (Zabrus spinipes F.)
- Хесенска муха (Mayetiola destructor Say)
- Житна тревна муха (Opomyza florum F.)
- Черна пшеничена муха (Phorbia fumigata Meig.)
- Черна пролетна пшеничена муха (Phorbia haberlandti Schiner)
- Житна стъблена оса (Cephus pygmaeus L.),
- Черна житна стъблена оса (Trachelus tabidus F.)
- Обикновен житар (Anisoplia austriaca Hrbst)
- Обикновена полевка (Microtus arvalis)
- Домашна мишка (Mus sp.)
- Горска мишка (Apodemus sylvaticus)

Плевели:

## Ръжта в хералдиката
- Герб на Алдеасентенера
- Герб на Чотец
- Герб на абатство Рогенбург
- Герб на Тиетар

## Ръжта в културата
Един от най-известните американски романи, станал символ на бунта при младите хора, е „Спасителят в ръжта“ на Дж. Д. Селинджър.
Шотландският поет Робърт Бърнс е написал:
```
Ако някой срещне някой
в цъфналата ръж
и целуне този някой
някого веднъж,
```

```
то нима ще знае всякой
де, кога веднъж
някого целувал някой
в цъфналата ръж?
```

| Ангел Каралийчев – „Ръж“ 0000 |
| ----------------------------- |

Първият сборник от разкази на Ангел Каралийчев е наречен „Ръж“. Той излиза от печат през 1924 година. Книгата е със сребристи корици и е илюстрирана от Александър Жендов.
- Александър Маковский – „Ръж“
- Иван Шишкин – „Ръж“

## Източник на храна и суровина
Ръженият хляб, в сравнение с пшеничения, има по-тъмен цвят (поради наличието на ензима тирозиноза), по-малък обем, специфичен аромат и вкус. Той съдържа по-малко протеини, поради което се приема за диетичен. В ръжта се съдържа минимални количества глутен, което я прави неподходяща за консумация от лица, болни от цолиакия.
Ръжената слама е по-груба, поради което намира широко приложение за постеля на продуктивните животни и за приготвяне на покривни рогозки. По химически състав се доближава до дървесината и може да бъде използвана в целулозната промишленост. Като груб фураж не се приема с охота от преживните животни.
Макар ръжта да се отглежда главно за производството на хляб и се използва широко за тази цел, то значителна част от световното производство се дава и като храна за животните. Макар по химичен състав да е доста сходна с този на пшеницата обикновено ръжта не е така вкусна на животните, както другите житни зърнени фуражи. В случаите когато се дава като единствен концентриран фураж или в извънредно големи количества причинява храносмилателни разстройства. Най-добре се приема от овцете, по-малко от говедата. Не е удачна за изхранване на коне свине и кокошки. Даването на ръж в големи количества за птици може да действа като силно слабително и така да се отрази зле върху продуктивността им.
От ръжта се произвежда пиво и водка. Ергометринът добит от заразена ръж с мораво рогче се използва като активна субстанция в редица лекарствени препарати използвани в хуманната и ветеринарната медицина.